# Torneo Clausura 2018 de Segunda División (Venezuela)
El Torneo Clausura fue el segundo de las tres fases de la Segunda División de Venezuela 2018,

## Aspectos Generales

### Modalidad
La segunda fase los 21 equipos están divididos en 2 grupos, por cercanía geográfica, de 10 equipos cada uno; donde se enfrentan en formato de ida y vuelta contra cada rival del grupo para totalizar 18 partidos. Esta fase se llama Torneo Clausura.

## Tablas de posiciones

### Grupo Occidental
|    | Equipo              | JJ | JG | JE | JP | GF | GC | PTS | DG  |
| -- | ------------------- | -- | -- | -- | -- | -- | -- | --- | --- |
| 1  | Unión Local Andina  | 18 | 10 | 6  | 2  | 36 | 21 | 36  | 21  |
| 2  | Llaneros            | 18 | 10 | 4  | 4  | 27 | 20 | 34  | 7   |
| 3  | Ureña SC            | 18 | 9  | 6  | 3  | 45 | 28 | 33  | 17  |
| 4  | Titanes FC          | 18 | 7  | 7  | 4  | 25 | 17 | 28  | 8   |
| 5  | Real Frontera SC    | 18 | 7  | 5  | 6  | 28 | 25 | 26  | 3   |
| 6  | Hermanos Colmenárez | 18 | 5  | 7  | 6  | 24 | 25 | 22  | -1  |
| 7  | El Vigía FC         | 18 | 5  | 6  | 7  | 26 | 28 | 21  | -2  |
| 8  | Deportivo JBL       | 18 | 6  | 2  | 10 | 23 | 33 | 20  | -10 |
| 9  | Yaracuyanos         | 18 | 2  | 6  | 10 | 22 | 37 | 12  | -15 |
| 10 | Atlético Falcón     | 18 | 1  | 7  | 10 | 20 | 42 | 10  | -22 |

#### Resultados
- Los horarios corresponden a la hora local de Venezuela (UTC−04:00)

Calendario sujeto a cambios
Primera Vuelta
| Hermanos Colmenarez | 1 : 1 | Yaracuyanos FC   | Reinaldo Melo           | 25 de julio | 15:30 |
| ULA FC              | 3 : 1 | Real Frontera SC | Metropolitano de Mérida | 25 de julio | 15:30 |
| Titanes FC          | 2 : 0 | UA Falcón        | José "Pachencho" Romero | 25 de julio | 15:30 |
| Llaneros de Guanare | 4 : 1 | Deportivo JBL    | Rafael Calles Pinto     | 25 de julio | 15:30 |
| Ureña SC            | 3 : 1 | El Vigía FC      | Estadio Alfonso Rojas   | 25 de julio | 17:00 |

| Deportivo JBL       | 4 : 1 | UA Falcón           | José "Pachencho" Romero | 28 de julio | 15:00 |
| Yaracuyanos FC      | 1 : 1 | ULA FC              | Florentino Oropeza      | 28 de julio | 15:30 |
| Real Frontera SC    | 0 : 0 | Titanes FC          | Pedro Rafael Chávez     | 29 de julio | 15:30 |
| El Vigía FC         | 1 : 1 | Hermanos Colmenarez | Ramón "Gato" Hernández  | 29 de julio | 15:30 |
| Llaneros de Guanare | 2 : 1 | Ureña SC            | Rafael Calles Pinto     | 29 de julio | 15:30 |

| Titanes FC          | 3 : 0 | Yaracuyanos FC      | José "Pachencho" Romero | 4 de agosto | 15:30 |
| UA Falcón           | 2 : 3 | Real Frontera SC    | Pedro Emilio Conde      | 4 de agosto | 15:30 |
| Hermanos Colmenarez | 0 : 2 | Llaneros de Guanare | Reinaldo Melo           | 4 de agosto | 15:30 |
| Ureña SC            | 3 : 2 | Deportivo JBL       | Estadio Alfonso Rojas   | 4 de agosto | 17:00 |
| ULA FC              | 3 : 2 | El Vigía FC         | Metropolitano de Mérida | 5 de agosto | 11:00 |

| Yaracuyanos FC      | 1 : 1 | UA Falcón           | Florentino Oropeza      | 11 de agosto | 15:30 |
| Ureña SC            | 3 : 0 | Hermanos Colmenarez | Estadio Alfonso Rojas   | 11 de agosto | 17:00 |
| Deportivo JBL       | 2 : 1 | Real Frontera SC    | José "Pachencho" Romero | 12 de agosto | 15:00 |
| El Vigía FC         | 3 : 3 | Titanes FC          | Ramón "Gato" Hernandez  | 12 de agosto | 15:30 |
| Llaneros de Guanare | 1 : 3 | ULA FC              | Rafael Calles Pinto     | 12 de agosto | 15:30 |

| Real Frontera SC    | 3 : 1 | Yaracuyanos FC      | Pedro Rafael Chávez     | 18 de agosto | 15:00 |
| Hermanos Colmenarez | 2 : 0 | Deportivo JBL       | Reinaldo Melo           | 18 de agosto | 15:30 |
| UA Falcón           | 3 : 1 | El Vigía FC         | Pedro Emilio Conde      | 18 de agosto | 15:30 |
| Titanes FC          | 0 : 0 | Llaneros de Guanare | José "Pachencho" Romero | 18 de agosto | 15:30 |
| ULA FC              | 2 : 1 | Ureña SC            | Metropolitano de Mérida | 19 de agosto | 11:00 |

| Deportivo JBL       | 2 : 1 | Yaracuyanos FC | José "Pachencho" Romero | 28 de agosto | 15:00 |
| Hermanos Colmenarez | 1 : 1 | ULA FC         | Reinaldo Melo           | 28 de agosto | 15:30 |
| Ureña SC            | 1 : 0 | Titanes FC     | Estadio Alfonso Rojas   | 28 de agosto | 17:00 |
| El Vigía FC         | 0 : 2 | Real Frontera  | Ramón "Gato" Hernandez  | 29 de agosto | 15:30 |
| Llaneros de Guanare | 2 : 1 | UA Falcon      | Rafael Calles Pinto     | 29 de agosto | 15:30 |

| Real Frontera  | 2 : 1 | Llaneros de Guanare | Pedro Rafael Chávez     | 1 de septiembre | 15:00 |
| UA Falcon      | 4 : 4 | Ureña SC            | Pedro Emilio Conde      | 1 de septiembre | 15:30 |
| Yaracuyanos FC | 2 : 1 | El Vigía FC         | Florentino Oropeza      | 1 de septiembre | 15:30 |
| Titanes FC     | 1 : 0 | Hermanos Colmenarez | José "Pachencho" Romero | 1 de septiembre | 15:30 |
| ULA FC         | 0 : 0 | Deportivo JBL       | Metropolitano de Mérida | 2 de septiembre | 11:30 |

| Deportivo JBL       | 1 : 2 | El Vigía FC    | José "Pachencho" Romero | 8 de septiembre | 15:00 |
| Hermanos Colmenarez | 2 : 2 | UA Falcon      | Reinaldo Melo           | 8 de septiembre | 15:30 |
| Ureña SC            | 5 : 2 | Real Frontera  | Estadio Alfonso Rojas   | 8 de septiembre | 17:00 |
| ULA FC              | 3 : 2 | Titanes FC     | Metropolitano de Mérida | 9 de septiembre | 17:00 |
| Llaneros de Guanare | :     | Yaracuyanos FC | Rafael Calles Pinto     | Reprogramado    | 15:30 |

| Real Frontera  | 2 : 2 | Hermanos Colmenarez | Pedro Rafael Chávez     | 15 de septiembre | 15:00 |
| Yaracuyanos FC | 2 : 2 | Ureña SC            | Florentino Oropeza      | 15 de septiembre | 15:30 |
| UA Falcon      | 0 : 0 | ULA FC              | Pedro Emilio Conde      | 15 de septiembre | 15:30 |
| Titanes FC     | 3 : 1 | Deportivo JBL       | José "Pachencho" Romero | 15 de septiembre | 16:00 |
| El Vigía FC    | 0 : 2 | Llaneros de Guanare | Ramón "Gato" Hernandez  | 16 de septiembre | 15:30 |

Segunda Vuelta
| Real Frontera  | 2 : 2 | ULA FC              | Pedro Rafael Chávez     | 19 de septiembre | 15:30 |
| El Vigía FC    | 1 : 1 | Ureña SC            | Ramón "Gato" Hernandez  | 19 de septiembre | 15:30 |
| Yaracuyanos FC | 1 : 2 | Hermanos Colmenarez | Florentino Oropeza      | 19 de septiembre | 15:30 |
| UA Falcon      | 1 : 1 | Titanes FC          | Pedro Emilio Conde      | 19 de septiembre | 15:30 |
| Deportivo JBL  | 0 : 1 | Llaneros de Guanare | José "Pachencho" Romero | 19 de septiembre | 15:30 |

| Hermanos Colmenarez | 1 : 1 | El Vigía FC         | Reinaldo Melo           | 22 de septiembre | 15:00 |
| Titanes FC          | 1 : 0 | Real Frontera       | José "Pachencho" Romero | 22 de septiembre | 16:00 |
| UA Falcon           | 1 : 1 | Deportivo JBL       | Pedro Emilio Conde      | 22 de septiembre | 16:00 |
| Ureña SC            | 0 : 0 | Llaneros de Guanare | Estadio Alfonso Rojas   | 22 de septiembre | 17:00 |
| ULA FC              | 3 : 2 | Yaracuyanos FC      | Metropolitano de Mérida | 23 de septiembre | 11:30 |

| Real Frontera       | 3 : 0 | UA Falcon           | Pedro Rafael Chávez     | 29 de septiembre | 15:00 |
| Deportivo JBL       | 2 : 1 | Ureña SC            | José "Pachencho" Romero | 29 de septiembre | 15:30 |
| Llaneros de Guanare | 1 : 3 | Hermanos Colmenarez | Rafael Calles Pinto     | 29 de septiembre | 15:30 |
| Yaracuyanos FC      | 0 : 1 | Titanes FC          | Florentino Oropeza      | 29 de septiembre | 15:30 |
| El Vigía FC         | 2 : 0 | ULA FC              | Ramón "Gato" Hernandez  | 30 de septiembre | 15:30 |

| Real Frontera       | 2 : 0 | Deportivo JBL       | Pedro Rafael Chávez     | 6 de octubre | 15:00 |
| Titanes FC          | 1 : 1 | El Vigía FC         | José "Pachencho" Romero | 6 de octubre | 15:30 |
| UA Falcon           | 3 : 3 | Yaracuyanos FC      | Pedro Emilio Conde      | 6 de octubre | 16:00 |
| Hermanos Colmenarez | 4 : 4 | Ureña SC            | Reinaldo Melo           | 7 de octubre | 08:00 |
| ULA FC              | 4 : 1 | Llaneros de Guanare | Metropolitano de Mérida | 8 de octubre | 17:00 |

| Deportivo JBL       | 2 : 0 | Hermanos Colmenarez | José "Pachencho" Romero | 13 de octubre | 15:30 |
| Ureña SC            | 3 : 2 | ULA FC              | Estadio Alfonso Rojas   | 13 de octubre | 17:00 |
| Yaracuyanos FC      | 2 : 0 | Real Frontera       | Florentino Oropeza      | 14 de octubre | 15:00 |
| Llaneros de Guanare | 1 : 0 | Titanes FC          | Rafael Calles Pinto     | 14 de octubre | 15:30 |
| El Vigía FC         | 3 : 0 | UA Falcon           | Ramón "Gato" Hernandez  | 14 de octubre | 15:30 |

| Real Frontera  | 1 : 1 | El Vigía FC         | Pedro Rafael Chávez     | 20 de octubre | 15:00 |
| Yaracuyanos FC | 0 : 3 | Deportivo JBL       | Florentino Oropeza      | 20 de octubre | 15:30 |
| Titanes FC     | 1 : 1 | Ureña SC            | José "Pachencho" Romero | 20 de octubre | 16:00 |
| UA Falcon      | 1 : 3 | Llaneros de Guanare | Pedro Emilio Conde      | 20 de octubre | 16:00 |
| ULA FC         | 1 : 0 | Hermanos Colmenarez | Metropolitano de Mérida | 22 de octubre | 17:00 |

| Deportivo JBL       | 0 : 3 | ULA FC         | José "Pachencho" Romero | 27 de octubre | 15:30 |
| Hermanos Colmenarez | 2 : 0 | Titanes FC     | Reinaldo Melo           | 27 de octubre | 15:30 |
| Ureña SC            | 3 : 0 | UA Falcon      | Estadio Alfonso Rojas   | 27 de octubre | 17:00 |
| Llaneros de Guanare | 1 : 1 | Real Frontera  | Rafael Calles Pinto     | 28 de octubre | 15:30 |
| El Vigía FC         | 3 : 2 | Yaracuyanos FC | Ramón "Gato" Hernandez  | 28 de octubre | 15:30 |

| Real Frontera  | 1 : 2 | Ureña SC            | Pedro Rafael Chávez     | 3 de noviembre | 15:00 |
| El Vigía FC    | 2 : 0 | Deportivo JBL       | Ramón "Gato" Hernandez  | 3 de noviembre | 15:30 |
| Titanes FC     | 2 : 2 | ULA FC              | José "Pachencho" Romero | 3 de noviembre | 15:30 |
| Yaracuyanos FC | 1 : 1 | Llaneros de Guanare | Florentino Oropeza      | 3 de noviembre | 15:30 |
| UA Falcon      | 2 : 2 | Hermanos Colmenarez | Pedro Emilio Conde      | 3 de noviembre | 16:00 |

| Deportivo JBL       | 1 : 4 | Titanes FC     | José "Pachencho" Romero | 11 de noviembre | 15:30 |
| Hermanos Colmenarez | 0 : 2 | Real Frontera  | Reinaldo Melo           | 11 de noviembre | 15:30 |
| Llaneros de Guanare | 2 : 1 | El Vigía FC    | Rafael Calles Pinto     | 11 de noviembre | 15:30 |
| Ureña SC            | 5 : 1 | Yaracuyanos FC | Estadio Alfonso Rojas   | 11 de noviembre | 15:30 |
| ULA FC              | :     | UA Falcon      | Metropolitano de Mérida | 13 de noviembre | 17:00 |

### Grupo Centro-Oriental
|    | Equipo                   | JJ | JG | JE | JP | GF | GC | PTS | DG  |
| -- | ------------------------ | -- | -- | -- | -- | -- | -- | --- | --- |
| 1  | Margarita FC             | 20 | 11 | 5  | 4  | 33 | 24 | 38  | 10  |
| 2  | Lala FC                  | 20 | 11 | 4  | 5  | 27 | 19 | 37  | 8   |
| 3  | Gran Valencia            | 20 | 11 | 2  | 7  | 26 | 21 | 35  | 5   |
| 4  | Angostura FC             | 20 | 9  | 4  | 7  | 24 | 17 | 31  | 7   |
| 5  | Chicó FC                 | 20 | 9  | 4  | 7  | 21 | 20 | 31  | 1   |
| 6  | Yaracuy FC               | 20 | 8  | 6  | 6  | 38 | 31 | 30  | 7   |
| 7  | Atlético Furrial         | 20 | 6  | 5  | 9  | 19 | 20 | 23  | -1  |
| 8  | Petroleros de Anzoátegui | 20 | 6  | 5  | 9  | 25 | 28 | 23  | -3  |
| 9  | Libertador FC            | 20 | 7  | 2  | 11 | 21 | 31 | 23  | -10 |
| 10 | Deportivo Petare         | 20 | 5  | 6  | 9  | 18 | 25 | 21  | -7  |
| 11 | UCV FC                   | 20 | 4  | 5  | 11 | 18 | 32 | 17  | -14 |

#### Resultados
- Los horarios corresponden a la hora local de Venezuela (UTC−04:00)

Calendario sujeto a cambios
Primera Vuelta
| LALA FC       | 1 : 0                    | Libertador FC            | CTE Cachamay                  | 25 de julio  | 15:00    |
| CA Furrial    | 1 : 0                    | Petroleros de Anzoátegui | Estadio Monumental de Maturin | 25 de julio  | 15:00    |
| Margarita FC  | 2 : 1                    | Chicó de Guayana FC      | Ciudad Deportiva Pampatar     | 25 de julio  | 15:30    |
| Yaracuy FC    | 1 : 1                    | Deportivo Petare         | Florentino Oropeza            | 25 de julio  | 15:30    |
| UCV           | falta de fuerza policial | Angostura FC             | Olímpico de la UCV            | Reprogramado | 16:00    |
| Gran Valencia | Descansa                 | Descansa                 | Descansa                      | Descansa     | Descansa |

| Angostura FC             | 0 : 1    | CA Furrial   | Ricardo Tulio Maya      | 28 de julio | 15:00    |
| Gran Valencia            | 1 : 4    | Margarita FC | Giuseppe Antonelli      | 28 de julio | 15:00    |
| Deportivo Petare         | 0 : 1    | LALA FC      | CD Fray Luis            | 29 de julio | 11:00    |
| Chicó de Guayana FC      | 0 : 0    | UCV FC       | CTE Cachamay            | 29 de julio | 15:30    |
| Petroleros de Anzoátegui | 1 : 1    | Yaracuy FC   | José Antonio Anzoátegui | 29 de julio | 17:00    |
| Libertador FC            | Descansa | Descansa     | Descansa                | Descansa    | Descansa |

| UCV FC        | 0 : 1                    | Gran Valencia            | Metropolitano de Lara    | 1 de agosto     | 15:00    |       |
| Lala FC       | 1 : 1                    | Petroleros de Anzoátegui | CTE Cachamay             | 1 de agosto     | 15:00    |       |
| Yaracuy FC    | 0 : 1                    | Angostura FC             | Florentino Oropeza       | 1 de agosto     | 15:00    |       |
| CA Furrial    | Supendido por lluvia     | Chicó de Guayana FC      | Estadio Alexander Botini | 5 de septiembre | 15:00    | 15:00 |
| Libertador FC | falta de fuerza policial | Deportivo Petare         | Estadio de la USM        | Reprogramado    | 15:00    |       |
| Margarita FC  | Descansa                 | Descansa                 | Descansa                 | Descansa        | Descansa |       |

| Angostura FC             | 0 : 0    | Lala FC       | Ricardo Tulio Maya        | 4 de agosto | 15:00    |
| Gran Valencia            | 1 : 0    | CA Furrial    | Giuseppe Antonelli        | 4 de agosto | 15:00    |
| Margarita FC             | 2 : 2    | UCV FC        | Ciudad Deportiva Pampatar | 4 de agosto | 16:00    |
| Chicó de Guayana FC      | 1 : 1    | Yaracuy FC    | CTE Cachamay              | 5 de agosto | 15:30    |
| Petroleros de Anzoátegui | 2 : 0    | Libertador FC | José Antonio Anzoátegui   | 5 de agosto | 19:00    |
| Deportivo Petare         | Descansa | Descansa      | Descansa                  | Descansa    | Descansa |

| Lala FC          | 0 : 2    | Chicó de Guayana FC      | CTE Cachamay                  | 11 de agosto | 15:00    |
| Libertador FC    | 1 : 0    | Angostura FC             | Estadio de la USM             | 11 de agosto | 15:00    |
| Deportivo Petare | 2 : 1    | Petroleros de Anzoátegui | CD Fray Luis                  | 12 de agosto | 11:00    |
| Yaracuy FC       | 4 : 2    | Gran Valencia            | Florentino Oropeza            | 12 de agosto | 15:00    |
| CA Furrial       | 1 : 3    | Margarita FC             | Estadio Monumental de Maturin | 12 de agosto | 15:00    |
| UCV FC           | Descansa | Descansa                 | Descansa                      | Descansa     | Descansa |

| Margarita FC             | 2 : 5    | Yaracuy FC       | Ciudad Deportiva Pampatar | 18 de agosto | 15:30    |
| Gran Valencia FC         | 1 : 0    | Lala FC          | Giuseppe Antonelli        | 18 de agosto | 15:30    |
| Angostura FC             | 4 : 2    | Deportivo Petare | Ricardo Tulio Maya        | 18 de agosto | 16:00    |
| Chico de Guayana FC      | 1 : 0    | Libertador FC    | CTE Cachamay              | 19 de agosto | 15:00    |
| UCV FC                   | 1 : 3    | CA Furrial       | Metropolitano de Lara     | 19 de agosto | 16:00    |
| Petroleros de Anzoátegui | Descansa | Descansa         | Descansa                  | Descansa     | Descansa |

| Libertador FC            | 1 : 0    | Gran Valencia FC    | Estadio de la USM       | 22 de agosto | 10:30    |
| Deportivo Petare         | 1 : 2    | Chico de Guayana FC | CD Fray Luis            | 22 de agosto | 15:00    |
| Petroleros de Anzoátegui | 0 : 3    | Angostura FC        | José Antonio Anzoátegui | 22 de agosto | 15:00    |
| Lala FC                  | 2 : 3    | Margarita FC        | CTE Cachamay            | 22 de agosto | 15:00    |
| Yaracuy FC               | 3 : 2    | UCV FC              | Florentino Oropeza      | 22 de agosto | 15:30    |
| CA Furrial               | Descansa | Descansa            | Descansa                | Descansa     | Descansa |

| Margarita FC        | 2 : 0    | Libertador FC            | Ciudad Deportiva Pampatar     | 25 de agosto | 13:00    |
| UCV FC              | 0 : 1    | LALA FC                  | Metropolitano de Lara         | 25 de agosto | 15:00    |
| Gran Valencia FC    | 1 : 1    | Deportivo Petare         | Giuseppe Antonelli            | 25 de agosto | 11:00    |
| CA Furrial          | 1 : 0    | Yaracuy FC               | Estadio Monumental de Maturin | 26 de agosto | 15:00    |
| Chico de Guayana FC | 1 : 0    | Petroleros de Anzoátegui | CTE Cachamay                  | 27 de agosto | 15:00    |
| Angostura FC        | Descansa | Descansa                 | Descansa                      | Descansa     | Descansa |

| Lala FC                  | 0 : 0    | CA Furrial          | CTE Cachamay            | 1 de septiembre | 15:00    |
| Angostura FC             | 2 : 3    | Chico de Guayana FC | Ricardo Tulio Maya      | 1 de septiembre | 16:00    |
| Deportivo Petare         | 2 : 2    | Margarita FC        | CD Fray Luis            | 2 de septiembre | 11:00    |
| Petroleros de Anzoátegui | 1 : 0    | Gran Valencia FC    | José Antonio Anzoátegui | 2 de septiembre | 15:00    |
| Libertador FC            | 2 : 4    | UCV FC              | Estadio de la USM       | 2 de septiembre | 15:00    |
| Yaracuy FC               | Descansa | Descansa            | Descansa                | Descansa        | Descansa |

| Gran Valencia FC    | 0 : 0    | Angostura FC             | Giuseppe Antonelli           | 8 de septiembre | 15:00    |
| Margarita FC        | 0 : 0    | Petroleros de Anzoátegui | Ciudad Deportiva Pampatar    | 8 de septiembre | 15:00    |
| Yaracuy FC          | 3 : 1    | Lala FC                  | Florentino Oropeza           | 8 de septiembre | 15:30    |
| UCV FC              | 0 : 0    | Deportivo Petare         | Estadio de la USM            | 9 de septiembre | 15:00    |
| CA Furrial          | 4 : 0    | Libertador FC            | Alexander "Comanche" Bottini | 9 de septiembre | 15:00    |
| Chicó de Guayana FC | Descansa | Descansa                 | Descansa                     | Descansa        | Descansa |

| Chico de Guayana FC      | 2 : 0    | Gran Valencia FC | CTE Cachamay            | 15 de septiembre | 15:00    |
| Libertador FC            | 2 : 4    | Yaracuy FC       | Estadio de la USM       | 15 de septiembre | 15:00    |
| Angostura FC             | 3 : 0    | Margarita FC     | Ricardo Tulio Maya      | 15 de septiembre | 16:00    |
| Deportivo Petare         | 1 : 0    | CA Furrial       | CD Fray Luis            | 16 de septiembre | 15:00    |
| Petroleros de Anzoátegui | 3 : 1    | UCV FC           | José Antonio Anzoátegui | 16 de septiembre | 15:00    |
| Lala FC                  | Descansa | Descansa         | Descansa                | Descansa         | Descansa |

Segunda Vuelta
| Deportivo Petare         | 2 : 2    | Yaracuy FC   | CD Fray Luis            | 19 de septiembre | 15:00    |
| Petroleros de Anzoátegui | 3 : 2    | CA Furrial   | José Antonio Anzoátegui | 19 de septiembre | 15:00    |
| Libertador FC            | 1 : 2    | LALA FC      | Estadio de la USM       | 19 de septiembre | 15:00    |
| Chico de Guayana FC      | 1 : 2    | Margarita FC | CTE Cachamay            | 19 de septiembre | 15:00    |
| Angostura FC             | 1 : 0    | UCV FC       | Ricardo Tulio Maya      | 19 de septiembre | 16:00    |
| Gran Valencia            | Descansa | Descansa     | Descansa                | Descansa         | Descansa |

| Margarita FC  | 1 : 0    | Gran Valencia            | Ciudad Deportiva Pampatar    | 22 de septiembre | 15:00    |
| LALA FC       | 1 : 0    | Deportivo Petare         | CTE Cachamay                 | 22 de septiembre | 15:00    |
| Yaracuy FC    | 2 : 0    | Petroleros de Anzoátegui | Florentino Oropeza           | 22 de septiembre | 15:00    |
| UCV FC        | 2 : 1    | Chicó de Guayana FC      | Metropolitano de Lara        | 22 de septiembre | 15:30    |
| CA Furrial    | 1 : 1    | Angostura FC             | Alexander "Comanche" Bottini | 23 de septiembre | 15:00    |
| Libertador FC | Descansa | Descansa                 | Descansa                     | Descansa         | Descansa |

| Deportivo Petare         | 0 : 2    | Libertador FC | CD Fray Luis            | 26 de septiembre | 13:00    |
| Gran Valencia            | 2 : 0    | UCV FC        | Giuseppe Antonelli      | 26 de septiembre | 15:30    |
| Angostura FC             | 1 : 1    | Yaracuy FC    | Ricardo Tulio Maya      | 26 de septiembre | 16:00    |
| Petroleros de Anzoátegui | 2 : 2    | Lala FC       | José Antonio Anzoátegui | 26 de septiembre | 20:00    |
| Chicó de Guayana FC      | 0 : 0    | CA Furrial    | CTE Cachamay            | 27 de septiembre | 15:00    |
| Margarita FC             | Descansa | Descansa      | Descansa                | Descansa         | Descansa |

| LALA FC          | 2 : 0    | Angostura FC             | CTE Cachamay                 | 29 de septiembre | 15:00    |
| CA Furrial       | 0 : 1    | Gran Valencia            | Alexander "Comanche" Bottini | 30 de septiembre | 15:00    |
| Libertador FC    | 3 : 1    | Petroleros de Anzoátegui | Estadio de la USM            | 30 de septiembre | 15:00    |
| Yaracuy FC       | 1 : 1    | Chicó de Guayana FC      | Florentino Oropeza           | 30 de septiembre | 15:00    |
| UCV FC           | 0 : 1    | Margarita FC             | Olímpico de la UCV           | 30 de septiembre | 15:30    |
| Deportivo Petare | Descansa | Descansa                 | Descansa                     | Descansa         | Descansa |

| Margarita FC             | 2 : 1    | CA Furrial       | Ciudad Deportiva Pampatar | 6 de octubre | 15:00    |
| Gran Valencia            | 3 : 0    | Yaracuy FC       | Giuseppe Antonelli        | 6 de octubre | 15:30    |
| Angostura FC             | 2 : 1    | Libertador FC    | Ricardo Tulio Maya        | 6 de octubre | 16:00    |
| Petroleros de Anzoátegui | 3 : 0    | Deportivo Petare | José Antonio Anzoátegui   | 7 de octubre | 15:00    |
| Chicó de Guayana FC      | 0 : 1    | LALA FC          | CTE Cachamay              | 8 de octubre | 15:00    |
| UCV FC                   | Descansa | Descansa         | Descansa                  | Descansa     | Descansa |

| LALA FC                  | 2 : 1    | Gran Valencia FC    | CTE Cachamay            | 13 de octubre | 15:00    |
| Yaracuy FC               | 1 : 2    | Margarita FC        | Florentino Oropeza      | 13 de octubre | 15:30    |
| Deportivo Petare         | 2 : 0    | Angostura FC        | CD Fray Luis            | 14 de octubre | 15:00    |
| Libertador FC            | 1 : 0    | Chico de Guayana FC | Estadio de la USM       | 14 de octubre | 15:00    |
| CA Furrial               | 0 : 0    | UCV FC              | José Antonio Anzoátegui | 14 de octubre | 15:00    |
| Petroleros de Anzoátegui | Descansa | Descansa            | Descansa                | Descansa      | Descansa |

| Margarita FC        | 3 : 1    | Lala FC                  | Ciudad Deportiva Pampatar | 17 de octubre | 15:00    |
| UCV FC              | 3 : 1    | Yaracuy FC               | Estadio de la USM         | 17 de octubre | 15:00    |
| Chico de Guayana FC | 2 : 1    | Deportivo Petare         | CTE Cachamay              | 17 de octubre | 15:00    |
| Angostura FC        | 0 : 1    | Petroleros de Anzoátegui | Ricardo Tulio Maya        | 17 de octubre | 15:30    |
| Gran Valencia FC    | 0 : 3    | Libertador FC            | Giuseppe Antonelli        | 18 de octubre | 15:30    |
| CA Furrial          | Descansa | Descansa                 | Descansa                  | Descansa      | Descansa |

| Petroleros de Anzoátegui | 1 : 2    | Chico de Guayana FC | José Antonio Anzoátegui | 20 de octubre | 17:00    |
| Libertador FC            | 1 : 0    | Margarita FC        | Estadio de la USM       | 21 de octubre | 10:00    |
| Deportivo Petare         | 0 : 2    | Gran Valencia FC    | CD Fray Luis            | 21 de octubre | 15:00    |
| Yaracuy FC               | 3 : 1    | CA Furrial          | Florentino Oropeza      | 21 de octubre | 15:00    |
| LALA FC                  | 5 : 0    | UCV FC              | CTE Cachamay            | 22 de octubre | 15:00    |
| Angostura FC             | Descansa | Descansa            | Descansa                | Descansa      | Descansa |

| UCV FC              | 0 : 0    | Libertador FC            | Olímpico de la UCV            | 26 de octubre | 15:30    |
| Margarita FC        | 0 : 0    | Deportivo Petare         | Ciudad Deportiva Pampatar     | 27 de octubre | 15:00    |
| Gran Valencia FC    | 2 : 1    | Petroleros de Anzoátegui | Giuseppe Antonelli            | 27 de octubre | 15:30    |
| CA Furrial          | 1 : 2    | LALA FC                  | Estadio Monumental de Maturin | 28 de octubre | 15:00    |
| Chico de Guayana FC | 0 : 2    | Angostura FC             | CTE Cachamay                  | 28 de octubre | 15:00    |
| Yaracuy FC          | Descansa | Descansa                 | Descansa                      | Descansa      | Descansa |

| Angostura FC             | 3 : 0    | Gran Valencia FC | Ricardo Tulio Maya      | 4 de noviembre | 15:00    |
| Petroleros de Anzoátegui | 2 : 2    | Margarita FC     | José Antonio Anzoátegui | 4 de noviembre | 15:00    |
| Libertador FC            | 1 : 1    | CA Furrial       | Estadio de la USM       | 4 de noviembre | 15:00    |
| LALA FC                  | 2 : 1    | Yaracuy FC       | CTE Cachamay            | 4 de noviembre | 15:00    |
| Deportivo Petare         | 1 : 0    | UCV FC           | CD Fray Luis            | 5 de noviembre | 15:00    |
| Chicó de Guayana         | Descansa | Descansa         | Descansa                | Descansa       | Descansa |

| UCV FC           | 3 : 2    | Petroleros de Anzoátegui | Olímpico de la UCV        | 9 de noviembre  | 15:00    |
| Margarita FC     | 0 : 1    | Angostura FC             | Ciudad Deportiva Pampatar | 10 de noviembre | 15:00    |
| CA Furrial       | 1 : 0    | Deportivo Petare         | José Antonio Anzoátegui   | 10 de noviembre | 15:00    |
| Gran Valencia FC | 3 : 1    | Chico de Guayana FC      | Giuseppe Antonelli        | 11 de noviembre | 15:00    |
| Yaracuy FC       | 4 : 2    | Libertador FC            | Florentino Oropeza        | 11 de noviembre | 15:00    |
| Lala FC          | Descansa | Descansa                 | Descansa                  | Descansa        | Descansa |

## Semifinal

### Lala FC - Ula FC
| 14 de noviembre, 15:30 | Lala FC                                  | 2:1 (0:1) | Ula FC               | CTE Cachamay, Ciudad Bolívar                              |                                                           |
|                        | - Dickson Díaz 57' - Ramón Herrera 90+4' |           | - 15' César Magallán | Asistencia: 1.124 espectadores Árbitro(s): Yender Herrera | Asistencia: 1.124 espectadores Árbitro(s): Yender Herrera |

| 18 de noviembre, 15:30 | Ula FC | 0:3 (0:2) (Global 1:5) | Lala FC                                                    | Metropolitano de Mérida, Mérida                    |                                                    |
|                        |        |                        | - 7' Dickson Díaz - 42' Abizail Lugo - 51' Ángel Hernández | Asistencia: 500 espectadores Árbitro(s): Juan Soto | Asistencia: 500 espectadores Árbitro(s): Juan Soto |

### Margarita FC - Llaneros de Guanare
| 14 de noviembre, 15:30 | Llaneros de Guanare | 0:2 (0:0) | Margarita FC                             | Rafael Calles Pinto, Guanare |             |
|                        |                     |           | - 50' Jhon Escobar - 65' Orlando Cordero | Árbitro(s):                  | Árbitro(s): |

| 18 de noviembre, 15:00 | Margarita FC            | 1:0 (0:0) (Global 3:0) | Llaneros de Guanare | Ciudad Deportiva Pampatar, Pampatar                           |                                                               |
|                        | - Orlando Cordero 90+4' |                        |                     | Asistencia: 3.455 espectadores Árbitro(s): Giancarlo Perluzzo | Asistencia: 3.455 espectadores Árbitro(s): Giancarlo Perluzzo |

## Final

### Lala FC - Margarita FC
| 24 de noviembre de 2018, 15:00 | Margarita F.C.      | 1:0 (1:0) | A.C. Lala F.C. | Ciudad Deportiva Pampatar, Pampatar                        |                                                            |
|                                | - Carlos Alemán 28' |           |                | Asistencia: 4.500 espectadores Árbitro(s): Emicar Calderas | Asistencia: 4.500 espectadores Árbitro(s): Emicar Calderas |

| 28 de noviembre de 2018, 15:00 | A.C. Lala F.C.                           | 2:0 (1:0) (Global 2:1) | Margarita F.C. | CTE Cachamay, Ciudad Bolívar |             |
|                                | - Ángel Hernández 38' - Abizail Lugo 67' |                        |                | Árbitro(s):                  | Árbitro(s): |

## Estadísticas

### Goleadores
| Posición | Jugador      | Club | Goles |
| -------- | ------------ | ---- | ----- |
| 1        | Bandera de ? |      |       |
| 2        | Bandera de ? |      |       |
| 3        | Bandera de ? |      |       |
| 4        | Bandera de ? |      |       |

Actualizado hasta la jornada 1, excepto la jornada 0.